# Covasna
Covasna é uma cidade da Romênia com 12306 habitantes, localizada no județ (distrito) de Covasna.